# Stidzaeras strigifera
Stidzaeras strigifera là một loài bướm đêm thuộc phân họ Arctiinae, họ Erebidae.